# Językoznawstwo historyczno-porównawcze
Językoznawstwo historyczno-porównawcze lub językoznawstwo genetyczne – dział językoznawstwa, który zajmuje się rozwojem języków pokrewnych i rekonstrukcją niezaświadczonych bezpośrednio prajęzyków.
W roku 1786 William Jones z Anglii wygłosił wykład, na którym wskazał na - wynikające ze wspólnego pochodzenia - podobieństwa pomiędzy starożytnym językiem sanskryt a łaciną i greką. W 1808 Friedrich Schlegel opublikował w Heidelbergu rozprawkę Über Sprache und Weisheit der Inder (O języku i mądrości Hindusów), w której dopatrzył się pokrewieństwa pomiędzy poszczególnymi językami europejskimi i ich podobieństw gramatycznych do sanskrytu. Wreszcie w 1816 i 1833 ukazują się prace Franza Boppa, w których autor dochodzi do podobnych wniosków. Jest to początek językoznawczych badań historyczno-porównawczych w Niemczech i w Europie, zorientowanych początkowo na badanie sanskrytu jako – tak sądzono - prajęzyka większości języków europejskich. Późniejsi badacze doszli do wniosku, że sanskryt nie jest co prawda bezpośrednim prajęzykiem, ale najstarszym znanym językiem i jako taki wymaga dogłębnych studiów. Do prekursorów tych badań należeli też duński językoznawca Rasmus Rask, a również Jakob Grimm, który w swojej 4-tomowej gramatyce (1819-1837) przedstawił relacje pokrewieństwa języków germańskich wynikające ze wspólnego pochodzenia. Porównywaniem  języków tej samej rodziny językowej i opisem hipotetycznego języka praindoeuropejskiego zajmowali się też m.in.: August Schleicher, Hermann Hirt i Friedrich Karl Brugmann. 